# Раскол эсперанто-движения в 1936 году
Раскол в международном эсперанто-движении в 1936 году — выделение из состава существовавшей с 1908 года Всемирной эсперанто-ассоциации (UEA) новой организации — Международной эсперанто-лиги, в которую вошло большинство национальных ассоциаций эсперанто. На протяжении 11 лет в мировом эсперанто-движении параллельно присутствовали как UEA со штаб-квартирой в Женеве (так называемая «Женевская UEA»), так и Международная лига эсперанто со штаб-квартирой в Херонсгейте (Великобритания). В 1947 году на XXXII Всемирном конгрессе эсперантистов в Берне было достигнуто соглашение об объединении этих организаций, и создание обновлённой UEA положило конец расколу.

## Предыстория
К середине 1930-х годов в UEA возникли разногласия по поводу представительств национальных ассоциаций эсперанто в руководстве UEA. Ещё в 1932 году было прекращено действие Хельсинкского соглашения в результате выхода из него национальных ассоциаций Франции, Германии, Великобритании и Италии. В результате изменения структуры UEA в ней ведущую роль получают представители национальных ассоциаций, которые резко сократили свои взносы в фонд UEA. Кроме того, из-за сравнительно высоких расходов на содержание штаб-квартиры UEA в Женеве некоторые деятели эсперанто-движения предложили перенести штаб-квартиру в другую страну. Этому сопротивлялись президент UEA Эдуард Штеттлер и генеральный директор UEA Ханс Якоб, которые в 1934 году на Всемирном конгрессе эсперантистов в Стокгольме подали в отставку со своих постов. Новым президентом UEA был избран Луи Бастьен.

## Раскол
Бастьен ещё в марте 1936 года объявил, что в связи с высокими затратами в Швейцарии штаб-квартира UEA будет перенесена из Женевы в Великобританию. Переводу штаб-квартиры способствовали и другие факторы, в частности политика руководства нацистской Германии и её союзников: в Германии эсперанто-движение было полностью запрещено, начались преследования эсперантистов в Португалии и других странах-союзниках Германии. Австрийская пресса публиковала карикатуры на участников Всемирного конгресса эсперантистов, проходившего в Вене в августе 1936 года. Бывшие руководители UEA Штеттлер и Якоб пытались воспрепятствовать переносу штаб-квартиры UEA, возбудив по этому поводу судебный процесс. Швейцарский суд вынес решение в пользу оставления штаб-квартиры UEA в Женеве, однако Бастьен со своими сторонниками остались при своём мнении, в связи с чем Бастьен подал в отставку с поста президента UEA и 18 сентября 1936 года заявил о создании новой организации — Международной эсперанто-лиги, со штаб-квартирой в Херонсгейте (Великобритания). Бастьена и его сторонников поддержало большинство национальных эсперанто-ассоциаций, на стороне руководства «старой» UEA остались только швейцарская ассоциация эсперанто, практически неработающая испанская ассоциация и несколько сотен индивидуальных членов UEA.
В Швейцарии был сформирован «временный комитет» для поддержания деятельности «старой» UEA, которая в эсперантистском движении получила название «Женевской UEA». Ханс Якоб стал её директором, а президентом был избран К. М. Линигер, которого в 1941 году сменил Х. Г. Кюрнстайер. Штаб-квартира «Женевской UEA» располагалась с 1937 года во дворце Вильсона и с 1942 года фактически прекратила свою деятельность, восстановив её лишь после войны.

## Воссоединение
После второй мировой войны руководство «Женевской UEA» предприняло шаги по нормализации отношений с Международной эсперанто-лигой. Ханс Якоб попросил бывшего президента UEA Эдмона Прива выступить в качестве посредника на переговорах, которые прошли в июне 1946 года в Берне. Была достигнута договорённость по основным пунктам, и на Всемирном конгрессе эсперантистов в Берне в 1947 году было провозглашено объединение двух эсперантистских организаций в единую Всемирную эсперанто-ассоциацию. В 1948 году был принят Устав обновлённой UEA, юридически закрепивший это объединение.